# زکری چندلر
زکری چندلر (به انگلیسی: Zachariah Chandler) سناتور سابق عضو حزب جمهوری‌خواه ایالات متحده آمریکا بود. وی در سال ۱۸۵۷ تا ۱۸۷۵ و ۱۸۷۹ میلادی سناتور ایالت میشیگان در سنای ایالات متحده آمریکا بود.